# Philippe Houzé
Pour les articles homonymes, voir Houzé.
Philippe Houzé, né le 27 novembre 1947 à Boulogne-Billancourt (Hauts-de-Seine), est un chef d’entreprise français, président de Motier, holding animatrice de la famille Moulin, président de La Redoute et ancien président du directoire du groupe Galeries Lafayette.

## Biographie

### Formation
En 1974, Philippe Houzé obtient un diplôme de l'Institut européen d'administration des affaires,.

### Carrière
Tenté au début de sa carrière par la politique, il milite à gauche, devient un temps le chauffeur de Gaston Defferre et côtoie Pierre Mauroy. Après sa rencontre avec le patron du groupe Galeries Lafayette-Monoprix, Étienne Moulin, Philippe Houzé entre dans l'entreprise en 1969.

#### Monoprix
Philippe Houzé commence sa carrière au sein de Monoprix, alors propriété du groupe Galeries Lafayette. Nommé Directeur général en 1982, puis Président directeur général en 1994, il occupe cette fonction jusqu’en avril 2013. Sous sa direction, Monoprix rachète Uniprix en 1991 puis Prisunic en 1997 et signe un accord avec Casino en 2000. En 2013, Philippe Houzé cesse d'être PDG de Casino lorsque l'enseigne rachète 50 % des parts détenues par le groupe Galeries Lafayette dans Monoprix.

#### Galeries Lafayette
Administrateur du groupe Galeries Lafayette depuis 1974, sous la présidence de Georges Meyer, Philippe Houzé devient co-Président du Groupe entre 1998 et 2004, avant de prendre la coprésidence du Directoire en 2005 avec Philippe Lemoine lors de l'OPA de la famille Moulin sur l'entreprise.
Philippe Houzé milite pour l'ouverture dominicale des grands magasins, un sujet qu'il estime « vital » pour permettre à l'entreprise de poursuivre son activité.
Il est critiqué pour son côté autoritaire et ses méthodes brutales, notamment eu égard au nombre de proches collaborateurs qu'il a licencié sans préavis,, un choix qu'il assume : « Quand votre confiance pour un collaborateur de haut niveau s'amenuise, il faut savoir trancher ».
Il crée pour le groupe Lafayette deux nouvelles filiales : une société immobilière qui a pour but valoriser le parc de 1 million de m2 du groupe, et une autre spécialisée dans l'horlogerie, à la suite du rachat en 2007 des montres Louis Pion, Europa Quartz.

#### Carrefour
Il possède avec la famille Moulin-Houzé 12% des parts du groupe Carrefour et en devient l'un des administrateurs principaux.
En 2021, le ministre de l'économie Bruno Le Maire lui reproche d'avoir voulu vendre ses parts au groupe Couche-Tard qui cherche à acquérir le groupe Carrefour, après que l'État ait garanti au groupe un prêt de 300 millions d'euros pour résister à la crise.

#### Autres activités
Philippe Houzé s'active aussi en tant que vice-président directeur général de Motier, holding animatrice de la famille Moulin[C'est-à-dire ?].

### Vie privée
Philippe Houzé est marié depuis 1971 à Christiane Houzé, née Moulin, ingénieur agronome, descendante du fondateur des Galeries Lafayette, Théophile Bader. Ils ont eu trois enfants : Nicolas, Laurène et Guillaume.

## Distinctions
- Commandeur de la Légion d'honneur[18]
- Chevalier de l'Ordre des Arts et Lettres
- Chevalier de l’Ordre national du Mérite
- Chevalier de l’Ordre du Mérite agricole

## Publications
Vive la marque, ICC 1989.
La vie s'invente en ville. Quel commerce pour les villes ?, Economica, 1999.